# Barnhill (Ohio)
Barnhill és una població dels Estats Units a l'estat d'Ohio. Segons el cens del 2000 tenia 364 habitants.

## Demografia
Segons el cens del 2000, Barnhill tenia 364 habitants, 134 habitatges, i 99 famílies. La densitat de població era de 379,8 habitants per km².
Dels 134 habitatges en un 34,3% hi vivien nens de menys de 18 anys, en un 54,5% hi vivien parelles casades, en un 16,4% dones solteres, i en un 25,4% no eren unitats familiars. En el 21,6% dels habitatges hi vivien persones soles el 9% de les quals corresponia a persones de 65 anys o més que vivien soles. El nombre mitjà de persones vivint en cada habitatge era de 2,72 i el nombre mitjà de persones que vivien en cada família era de 3,07.
Per edats la població es repartia de la següent manera: un 28,8% tenia menys de 18 anys, un 8,8% entre 18 i 24, un 27,2% entre 25 i 44, un 26,1% de 45 a 60 i un 9,1% 65 anys o més.
L'edat mediana era de 32 anys. Per cada 100 dones de 18 o més anys hi havia 85 homes.
La renda mediana per habitatge era de 26.563 $ i la renda mediana per família de 30.625 $. Els homes tenien una renda mediana de 28.750 $ mentre que les dones 18.594 $. La renda per capita de la població era de 12.374 $. Aproximadament el 13,9% de les famílies i el 19,5% de la població estaven per davall del llindar de pobresa.

## Poblacions més properes
El següent diagrama mostra les poblacions més properes.